# 能登有沙
能登 有沙（のと ありさ、1988年12月26日 - ）は、日本のアイドル、歌手、声優、女優、振付師。
千葉県出身。エルアンドエル・ビクターエンタテインメント所属。StylipS、ハロプロエッグ、音楽ガッタス、ともいき・木を植えたいの元メンバー。公式ニックネームは「のっち」。

## 略歴
2002年
- 11月10日 写真集「エンジェルBOOKS 6 - Water melon 〜関あおい・能登有沙・川前光代・村田歩美写真集」が心交社より発売された。

2003年
- 9月29日 同日から放送を開始したNHK月曜ドラマシリーズ「夢みる葡萄〜本を読む女〜」に出演した。

2004年
- ハロプロ エッグ オーディション2004に合格し、ハロプロエッグの一員となる。

2005年
- 1月、Hello!Projectコンサートツアーの東京公演にバックダンサーとして登場。初のお披露目となる。後日発売された同コンサートの写真集に能登を含むハロプロエッグ20人の名前がローマ字表記で記載されている。
- 10月8日から10日にかけて行われたイベント「『モーニング娘。“熱っちぃ地球を冷ますんだっ。”文化祭2005』in 横浜」で「ともいき・木を植えたい」のお披露目が行われた。

2006年
- 3月、公式ブログ「ともいき・木を植えたい」日記開始。
- 7月、「ともいき・木を植えたい」がHAND IN HANDの応援歌である「みんなの木」を歌う事が発表された。

2007年
- 4月、東京の女子短期大学に入学。
- 6月19日、Gatas Brilhantes H.P.のメンバーとなることが発表された。
- 9月12日、「音楽ガッタス」名義でのGatas Brilhantes H.P.のデビューシングル『鳴り始めた恋のBELL』に参加。

2008年
- 2月6日、「音楽ガッタス」の1stアルバム『1st GOODSAL』に参加。
- 3月30日、HAPPY! STYLEのメンバーが発表され、Communication Circuit 001に参加することが発表された。
- 6月29日、石川梨華、嗣永桃子とともに動画チャンネル「ドガドガ7」に参加することが発表され、7月1日からはYouTubeによる動画配信が開始された。
- 7月1日、公式ブログのタイトルが、「のっちブログ」から「癒され日和」に変更されリニューアルされるとともに、趣味の欄にアニメ鑑賞、マンガが追記される。
- 12月29日、コミックマーケット75にて枝川みるる、坂田奈穂子（HAPPY! STYLE Rookies）と共に同人誌「ザ ドガドガ」を販売。

2009年
- 4月、女子短大から四年制大学の三年次に編入。
- 4月1日、オフィシャルファンクラブ分割に伴い、公式ブログがハロプロエッグオフィシャルファンクラブページ内に移動。
- 8月10日、ハロー!プロジェクト新人公演9月〜横浜JUMP!〜をもってハロプロエッグを卒業、アップフロントエッグに移動することを発表。また、ブログも8月10日からファンクラブ限定からアメブロへ移動[4][5]。
- 8月15日、コミックマーケット76にて、同人誌「ザ・ドガドガ 創刊弐號」ならびにDVD「ドガドガ７〜好きなラーメンは何味ですか?〜」を販売。
- 9月23日、ハロプロエッグを卒業、アップフロントエッグの一員となる。[4][5]。
- 12月30日、コミックマーケット77にてポートレートブック「ARi01」ならびにオリジナルミニアルバム「NO NIGHT EDEN」を販売。

2010年
- 11月23日、初台The DOORSにてアニメソングを対象とした100曲ライブ「アリスタ！スペシャル〜アニソン100曲ライブ〜」を開催。

2011年
- 3月、大学を卒業。
- 4月23日、高田馬場 CLUB PHASEにてハロー!プロジェクトの楽曲を対象とした100曲ライブ「能登有沙100曲ライブ phase-II 100 HELLO!」を開催。
- 7月、アップフロントスタイルからスタイルキューブに所属事務所を移籍。以降、ハロー!プロジェクト及びアップフロントエッグの一員としての活動がなくなる。
- 12月、StylipSのメンバーの一員として活動開始[6]。

2024年
- 1月1日、結婚を公表[7][8]。

## 人物
- かつて自身が所属していたStylipSでは振り付けを担当していたこともあり、アニメ作品内でのダンスシーンの振り付けやモーションアクターとしての活動も多い。小倉唯・石原夏織・松永真穂の脱退により、以降活動休止まではユニット発足当初からの唯一のメンバーとなっていた。なお、スタイルキューブを退所したことに伴い、2022年の再結成には参加していない。
- 3人兄弟の長女。弟が2人いる。
- 飼っているペットは「ハント」（チワワとポメラニアンのミックス）[9]
- 趣味は、カラオケ、切手収集（使用済み切手集め）、お絵かき、アニメ鑑賞、マンガ、ネットサーフィン。
- 特技は、書道（幼稚園から習っており、毛筆五段で高等師範免許も持っている、硬筆三段）、パソコンの早打ち。また、書道だけでなく絵も得意としており、2008年5-6月には公式ブログでハロプロエッグのメンバー全員の似顔絵を公開していた。
- 自他問わず耳たぶを触るのが癖[10][11]。
- 好きな食べ物は、エビフライ、うどんであり、苦手な食べ物は、白身魚（ホッケ、カレイなど）、タルタルソース。
- 自分のことを「あり」と呼ぶ。ブログでは「ぁり」と表記している。
- 是永美記をみきちゃんと呼ぶ。二人は仲が良く、是永の誕生日のコメントもしている。
- 憧れの先輩は石川梨華[10]。
- 新選組ファンである。中でもお気に入りは土方歳三。
- 好きなアニメに「機動戦士ガンダム00」を挙げており、各キャラクターの説明などが書かれた自作ノートを作成していた。
- のもぴ〜プラスティックラジオなどを通じてガンプラ制作に本格的に取り組んでいる。ヲタク女子を取り上げた書籍「ヲ乙女図鑑」では『ヲ乙女スタイル：ガンプラ・アニメ』となっている。
- プロ野球は千葉ロッテマリーンズのファン。

## 作品

### シングル
|     | 発売日        | タイトル   | レーベル       | 規格品番 |
| --- | ------------- | ---------- | -------------- | -------- |
| 1st | 2016年6月15日 | おやすみ星 | シカクレコーズ | SQUR-001 |

### アルバム
|     | 発売日        | タイトル               | レーベル       | 規格品番   |
| --- | ------------- | ---------------------- | -------------- | ---------- |
| 1st | 2013年1月20日 | Hello, Little Monsters | STYLE Music    | ARISA1005a |
| 2nd | 2017年2月14日 | Dynamis World          | シカクレコーズ | SQUR-002   |

### ミニアルバム
|     | 発売日         | タイトル           | レーベル                           | 規格品番   |
| --- | -------------- | ------------------ | ---------------------------------- | ---------- |
| 1st | 2009年12月26日 | NO NIGHT EDEN      | HAPPY! STYLE                       | ARISA1001a |
| 2nd | 2010年7月25日  | END OF THE GATE    | HAPPY! STYLE                       | ARISA1002a |
| 3rd | 2010年8月14日  | innocent as a BABY | HAPPY! STYLE                       | ARISA1003a |
| 4th | 2010年12月12日 | a piece of Romance | HAPPY! STYLE                       | ARISA1004a |
| 5th | 2013年12月15日 | Rainbow Drops      | Lantis                             | LZM2110    |
| 6th | 2016年10月12日 | 僕らの知らない物語 | ヴィレッジヴァンガードミュージック | VVM-003    |

### 映像作品
- くれよんVol.3 能登有沙13歳（美麗堂 撮影：大友正越）

### 参加作品
| 発売日         | タイトル                                            | 名義                                   | 楽曲 | タイアップ                                                                              |
| -------------- | --------------------------------------------------- | -------------------------------------- | --- | --------------------------------------------------------------------------------------- |
| 2009年12月17日 | チームDEKARIS「恋のデカリス」                       | チームDEKARIS                          | Jingle 恋の無敵コマンド 運命は "I" Love You 友情Tryagain! 恋色パズル Sweets×Sweets 難しいけど愛している〜デカリス〜 | ゲーム『テトリス・デカリス』サウンドトラック                                            |
| 2011年6月22日  | 愛は勝つ                                            | がんばろうニッポン 愛は勝つ シンガーズ | 「愛は勝つ」 | 東日本大震災復興支援企画『「がんばろうニッポン 愛は勝つ」プロジェクト』チャリティソング |
| 2014年7月23日  | マンガ家さんとアシスタントさんと BD・DVD第2巻特典CD | 音砂みはり（能登有沙）                 | 「WATCHING CLOSING DAY!」                                                                                           | テレビアニメ『マンガ家さんとアシスタントさんと』キャラクターソング                      |
| 2019年8月1日   | オメガラビリンス ライフ 乳 (New) Character Songs    | ネム（能登有沙）                       | 「Dearest…」 | ゲーム『オメガラビリンス ライフ』キャラクターソング                                     |

## 出演
※太字はメインキャラクター。

### テレビアニメ
2010年
- 怪盗レーニャ（婦警のっち）

2012年
- アルカナ・ファミリア -La storia della Arcana Famiglia-（女1）
- この中に1人、妹がいる!（小都里まい子）
- 咲-Saki- 阿知賀編 episode of side-A（江口セーラ）
- ハイスクールD×D（ニィ、目覚まし時計）

2013年
- しろくまカフェ（ヤマアラシファンクラブ）
- 断裁分離のクライムエッジ（初郷和）

2014年
- 普通の女子校生が【ろこどる】やってみた。
- マンガ家さんとアシスタントさんと（音砂みはり）

2016年
- TO BE HERO（幼馴染みの妹）

2021年
- IDOLY PRIDE（野本トレーナー）
- 湖池屋SDGs劇場 サスとテナ（アッチアッチ、市民）

2024年
- 超普通県チバ伝説（浜城実都）

### OVA
- さんかれあ（2012年、小野沢）
- OVAの中に1人、妹がいる!（2013年、小都里まい子）

### Webアニメ
- 今日のあすかショー（2012年、京野あすか）[17]

### ゲーム
2012年
- maimai - 『ねこ日和。』のボーカル担当

2013年
- 咲-Saki- 阿知賀編 episode of side-A Portable（江口セーラ）
- 〜聖魔導物語〜（クリオラ）
- フェアリーフェンサー エフ（キュイ）

2014年
- 戦場のウエディング（アルミン）
- ヒーローズプレイスメント（カバネ＝ヴァム）

2015年
- 咲-Saki- 全国編（江口セーラ）
- フェアリーフェンサー エフ ADVENT DARK FORCE（キュイ）
- 魔壊神トリリオン（リリス）
- 魔神少女 エピソード2 -願いへの代価-（ソラ）
- メイQノ地下ニ死ス（キャッシュ）

2017年
- LAPLACE LINK -ラプラスリンク-（菊池ルカ）

2019年
- オメガラビリンス ライフ（ネム）

2020年
- 絵師神の絆（お茶の水博士）
- Root Film ルートフィルム（芝和香子）

2021年
- Relayer（ビーナス、ダークウォーカー）

2022年
- フェアリーフェンサー エフ Refrain Chord（キュイ）

### テレビドラマ
- 夢みる葡萄〜本を読む女〜（2003年9月29日 - 12月15日、NHK総合） - 紘子 役

### テレビ番組
- 道徳女子短大 エコ研 第1話「セミ」（2006年7月2日）
- 第58回NHK紅白歌合戦（2007年12月31日、NHK）
- 機動戦士ガンダム00 〜たまたま見忘れた人たちに捧ぐ〜（2009年1月4日、TBS）
- 24時間マラソン放送 「アニメがニッポンを元気にする」（2009年8月22日・23日、アニマックス）
- EXフットサル（2009年8月28日、EXスポーツ）
- ハイスクールD×D 連載動画企画『StylipSスター声優への道!』（2012年1月1日 - 3月18日、AT-X）

### ドラマCD
- なみぞうあいらんど ドラマCD Vol.3「全力で片想い」（2013年、ひろこ）

### ASMR
- 憩雲大社『お狐姉妹と癒しの月夜』～お狐姉妹の天然毒舌な次女、孤月（2025年、孤月）

### ラジオ
- Guts☆10ガッタス!!（2007年10月1日 - 2009年3月30日、CBC）
- TBC FUNふぃーるど・モーレツモーダッシュ（2007年8月20日 - 24日・2008年1月21日 - 2月1日、TBC）
- ハロプロやねん!（2008年1月18日、ABC）
- のもぴ〜プラスティックラジオ（2009年1月4日・11日・25日・3月1日 - 4月5日、CBC）
- ハイスクールD×D 駒王学園 裏オカルト研究部（2011年12月12日 - 2012年3月19日、HiBiKi Radio Station）
- マンアシラジオ（2014年4月2日 - 7月9日、HiBiKi Radio Station）[33]
- YAMAMAN presents MUSIC SALAD FROM U-kari STUDIO（2017年4月3日 - 、bayfm） - 月曜DJ

### 映画
- ライトノベルの楽しい書き方（2010年12月）[34] - 与心夏 役

### インターネット配信
- MIDTOWN TV「○○あい☆コラ!生やぐち」（2007年9月13日・12月5日・2008年2月7日、GyaO）
- ドガドガ7（2008年6月30日 - 2009年8月13日、YouTube・ドガドガ7チャンネル）
- のもぴ〜プラスティックラジオ（2009年1月 - 4月5日、Ustream）
  - のもぴ〜プラスティックラジオ番外編（2009年2月）
- グラールチャンネル5 presents「Fun!Fan!ファンタシースターポータブル2」（2009年9月3日 - 2010年2月26日、全10回）
- アリスタ!TV（2010年 - 、Ustream）

### CM
- アフラックザエ（2005年）[35]

### 舞台
- 劇場「シアターグリーン」リニューアル1周年記念招待作品「ゆめとうつつとまぼろしと」「百円野菜」（2006年7月31日 - 8月6日） - 優作 役
- ミコトマネキン（2009年4月23日 - 5月2日、赤坂レッドシアター） - 瓜田胡南 役
- 暗ポップ（2009年8月26日 - 30日、赤坂レッドシアター、全12公演） - 西田ちづる 役
- 遥かなる時空の中で2（2011年6月3日 - 12日、全労済ホールスペース・ゼロ） - 藤原深苑 役
  - 再演（2012年5月30日 - 6月3日、全労済ホールスペース・ゼロ） - 藤原深苑 役
- Q-あなたはだぁれ?-（2011年7月13日 - 18日、シアターグリーンBOX in BOX THEATER）

### 振付・モーションアクター
アーティスト
- RO-KYU-BU!
  - RO-KYU-BU! LIVE TOUR 2011 -Fantastic Game-（2011年）
  - Get goal!（2013年）
  - RO-KYU-BU! LIVE 2013 -FINAL LIVE-（2013年）

アニメ
- アイカツ!（2013年） - 第58話振付協力[36]
- 劇場版 とある魔術の禁書目録 -エンデュミオンの奇蹟-（2013年） - 振付
- 翠星のガルガンティア（2013年） - 第6話ダンス振付[37]
- 世界でいちばん強くなりたい!（2013年） - 振付
- きょうかいのかなた アイドル裁判！ 迷いながらも君を裁く民（2013年） - Web配信アニメ振付[38]、モーションアクター
- THE IDOLM@STER MOVIE 輝きの向こう側へ!（2014年） - 主題歌「M@STERPIECE」振付（能登アリサ名義）・モーションアクター
- プラオレ!〜PRIDE OF ORANGE〜（2021年） - 劇中歌「ハレ、のちドリーミンぐっ！〇」振付、ダンスアクター

ゲーム
- 初音ミク -Project DIVA-（2009年） - モーションアクター
- 初音ミク -Project DIVA- f（2012年） - モーションアクター
- 初音ミク Project mirai 2（2013年） - モーションアクター
- ゴッドイーター2（2013年） - モーションアクター、振付
- ファンタシースターオンライン2（2013年） - モーションアクター、振付
- アイドルマスター ワンフォーオール（2014年） - 振付、実演
- ペルソナ4 ダンシング・オールナイト（2015年） - 堂島菜々子のモーションアクター、振付

### コンサート・イベント

#### ハロプロエッグ
- Hello! Project 2005 Winter 〜A HAPPY NEW POWER! 紅組〜（2005年1月）
- Hello! Project 2005 夏の歌謡ショー 〜'05 セレクション! コレクション!〜（2005年7月）
- Hello! Project 2006 Winter 〜ワンダフルハーツ〜（2006年1月）
- Hello! Project SPORTS FESTIVAL 2006さいたま大会（2006年3月19日） - メトロラビッツH.P.アシスタント（3ボール役）
- 第一回 ハロー!プロジェクト新人公演 〜さるの刻〜/〜とりの刻〜（2007年5月13日、渋谷C.C.Lemonホール）
- Hello! Project 2007 Summer 10th アニバーサリー大感謝祭 〜ハロ☆プロ夏祭り〜（2007年7月15日 - 29日）
- 第2回Hello!Project新人公演8月〜横浜で会いましょう〜（2007年8月26日、横浜BLITZ）
- ハロプロエッグデリバリーステーション!02（2007年10月20日、サンストリート亀戸）[39]
- 第3回Hello!Project新人公演11月〜品川で会いましょう〜（2007年11月23日、品川プリンス ステラボール）
- Hello! Project 2008 Winter 〜かしまし エルダークラブ〜（2008年1月5日 - 19日）
- Hello! Project 2008 Winter 〜決定!ハロ☆プロ アワード'08〜（2008年1月26日・27日）
- 第4回Hello!Project新人公演3月〜キラメキの横浜〜（2008年3月29日、横浜BLITZ）
- 第5回Hello!Project新人公演6月〜赤坂HOP!〜（2008年6月22日、赤坂BLITZ）
- Hello! Project 2008 Summer ワンダフルハーツ公演 〜避暑地でデートいたしまSHOW〜（2008年7月15日 - 29日）
- ハロプロエッグ パシフィックヘブンイベント（2008年8月10日 - 14日、パシフィックヘブン）
- ハロプロエッグデリバリーステーション!05（2008年8月30日、サンストリート亀戸）[40]
- 第6回Hello!Project新人公演9月〜芝公演STEP!〜（2008年9月23日、東京メルパルクホール）
- 第7回Hello!Project新人公演11月〜横浜JUMP!〜（2008年11月24日、横浜BLITZ）
- Hello! Project 2009 Winter エルダークラブ公演 〜Thank you for your LOVE!〜（2009年1月10日 - 24日）
- Hello! Project 2009 Winter 決定! ハロ☆プロ アワード'09 〜エルダークラブ卒業記念スペシャル〜（2009年1月31日・2月1日、横浜アリーナ）
- ハロプロエッグ ファンクラブ限定イベント第2弾（2009年2月21日 - 3月1日、パシフィックヘブン）
- 第8回Hello!Project新人公演4月〜横浜HOP!〜（2009年4月4日・5日、横浜BLITZ）
- 第9回Hello!Project新人公演6月〜中野STEP!〜（2009年6月7日、中野サンプラザ）
- Hello! Project 2009 SUMMER 革命元年 〜Hello!チャンプル〜（2009年8月7日 - 9日、中野サンプラザ）
- ハロプロエッグ デリバリーステーション in 夏Sacas '09 SacasWaterPark「夏Sacas エンディングセレモニー」（2009年8月31日、赤坂サカス）
- 第10回Hello!Project新人公演9月〜横浜JUMP!〜（2009年9月23日、横浜BLITZ）

#### アップフロントエッグ
- 2009年秋季エッグ研修発表会〜女優宣言〜（2009年10月9日・11日、シアターグリーンBIG TREE THEATER）

#### Gatas Brilhantes H.P.
- 「オーシャンアリーナカップ 2008」エキシビジョンマッチ（2008年6月15日、大洋薬品オーシャンアリーナ）
- Gatas Brilhantes H.P. 5周年記念「FC限定 サポーターイベント」（2009年2月12日、パシフィックヘブン）
- 第2回SURUGA Bank CUP フットサルフェスタ（2009年12月26日、フィスコフットサルアレナ豊島園）
- 紺野あさ美 presents Gatas Brilhantes H.P. サポーターイベント2010春 〜紺野流〜（2010年2月21日、パシフィックヘブン）

#### HAPPY!STYLE
- HAPPY! STYLE Communication Circuit 001（2008年5月6日、表参道FAB）
- HAPPY! STYLE Communication Circuit 003（2008年9月7日、表参道FAB）
- HAPPY! STYLE Communication Circuit 004（2008年10月13日、Shibuya O-West）
- HAPPY! STYLE Xmas Special Talk LIVE "Tiny Xmas Fantasy"（2008年12月23日、パシフィックヘブン）
- HAPPY! STYLE Communication Circuit 005（2009年2月15日、表参道FAB）
- アニメーションフェスティバル2009 in すぎなみ（2009年3月7日、杉並区立桃井第一小学校） - ハピスタ ちびっこアニソンライブ♪
- ShibuyaMusicFestaVol.2〜ROBO太 5th.AnniversaryLIVE REVOLUTION〜（2009年3月11日、Shibuya O-East）
- やっぱ遊びな祭09「39 secrets：初音ミク -Project DIVA-(仮称) 39のひみつ」（2009年3月14日、東京ファッションタウンビル）
- 第1回のもぴ〜プラスティックラジオ・モデリングライブ〜番組を聞き逃した人にも捧ぐ〜（2009年4月19日、新宿ロフトプラスワン）
- HAPPY! STYLE Communication Circuit 006（2009年5月6日、表参道FAB）
- 第1回SURUGA Bank CUP フットサルフェスタ（2009年5月31日、フィスコフットサルアレナ豊島園）
- 第2回のもぴ〜プラスティックラジオ・モデリングライブ〜痛れり作れりっ!〜（2009年7月5日、新宿ロフトプラスワン）
- 第3回のもぴ〜プラスティックラジオ・モデリングライブ〜好きな物を好きに作る!〜（2009年9月13日、新宿ロフトプラスワン）
- 第47回アミューズメントマシンショー（2009年9月19日、幕張メッセ） - 『チームDEKARIS』メンバーとして
- 東京ゲームショウ2009『ファンタシースターポータブル2』（2009年9月26日、幕張メッセ）
- 『NOMOKEN extra edition ガンプラ入門』出版記念イベント（2009年11月15日、新宿ロフトプラスワン）
- アリスタ!TV（2009年11月22日、パシフィックヘブン）
- HAPPY! STYLE Xmas Special Talk LIVE "Tiny Xmas Fantasy 2009"（2009年12月23日、パシフィックヘブン）
- アリスタ!TV-新春スペシャル-（2010年1月11日、パシフィックヘブン）
- ファンタシースターポータブル2 全国ファン感謝祭2010 〜リトルウィンググランプリ〜 東京予選大会（2010年1月16日、東京ファッションタウンビル）
- スカパー!HD×エンタ!371presents GIRLS POP NEXT（2010年2月7日、よしもとプリンスシアター） - HAPPY! STYLE
- バレンタインイベント『ラブ バレンタイン with チームDEKARIS』（2010年2月13日、東京ジョイポリス）
- HAPPY! STYLE「Valentine's Live Square（2010年2月14日、パシフィックヘブン）
- 初音ミク ひる・コンサート 〜こんにちは、初音ミクです〜「ミクの日感謝祭 39's Giving Day "初音ミク -Project DIVA- 39のひ・み・つ PART 2(仮)" 」（2010年3月9日、Zepp Tokyo）
- ファンタシースターポータブル2 全国ファン感謝祭2010 リトルウィンググランプリ 決勝大会（2010年3月14日、アキバ・スクエア）
- アリスタ! TV vol.3（2010年3月20日、パシフィックヘブン）
- のもぴ〜プラスティックラジオモデリングライブ〜100回記念だよ、全員集合〜（2010年4月3日、新宿ロフトプラスワン）
- オリジナルミニアルバム&ポートレートブック とらのあな発売記念イベント（2010年4月4日、コミックとらのあな秋葉原店B）
- HAPPY! STYLE Communication Circuit 007（2010年5月2日・3日、表参道FAB）
- はぴすた後夜祭（2010年5月5日、パシフィックヘブン）

## 書籍
- ヲ乙女図鑑（コトブキヤ、2010年10月5日初版発行）ISBN 978-4775308509

### 写真集
- エンジェルBOOKS 6 - Water melon 〜 関あおい・能登有沙・川前光代・村田歩美写真集（2002年11月10日、心交社）ISBN 9784883028009

### ユニットメンバー
1. ↑  小倉唯、石原夏織、松永真穂、能登有沙